# گرابال، شهرستان گیبسون، تنسی
گرابال (به انگلیسی: Graball) یک منطقهٔ مسکونی در ایالات متحده آمریکا است که در شهرستان گیبسون، تنسی واقع شده‌است. گرابال ۱۴۲٫۹۵ متر بالاتر از سطح دریا واقع شده‌است.